# 魯之璵
魯之璵（？—1645年8月4日（弘光元年閏六月癸巳）），字瑟若，直隸蘇州衛人，明朝、南明軍事人物。

## 生平
魯之璵家族世襲千戶，獲授崇明守備，戒備海盜顧容的亂事，得到軍民倚重，累遷指揮同知、劉河參將、福山副總兵。弘光元年（1645年）閏六月十日，清朝在蘇州頒布薙髮令，城鄉的義兵隨即以白布包起頭部起事，陸世鑰、十將官繞城大叫，民間的婦女裙幅拿作旌旗，清軍無法招撫。三天後，他請求吳志葵和吳昜、陸世鑰、張守智攻打蘇州，自己則率領數百名家丁充當前鋒；陸世鑰劫獄帶走坐牢的義師，火燒盤門、閭門城樓，得城內士民和應。張仲玉從葑門入城，斬殺清朝的蘇州通判李麟長、吳縣知縣薛應儒、巡簡羅楚珍、鄉官嵩江通判顧廼猷，焚燒撫按府縣公署；吳志葵的海軍怯戰，令戰事失利，義師李伯含、張韜、趙汝璧、許箕山、韋志斌、葛瑞甫、俞綸煒、俞綸炫兄弟、智介、項缸、蔡佩甫、劉應旟、顧時興、徐雲龍、蔡象坤、袁碩、朱旦、隆樹、大麼、殷三、劉翁等人戰敗死，只有莊雅、陳鏞、法樹逃脫。
之後魯之璵帶領周蕃等四百人突擊齊門，從報恩寺前往護龍街；清朝的侍郎李率泰、巡撫土國寶率領一千多名騎兵屯駐城池東南角，登上瑞光塔瞭望，說：「雖然他們人多，卻只是烏合之眾，氣勢已盡，只要我們用騎兵蹂躪，打敗其前鋒，其他人就會潰散，不足掛慮。」於是清軍將騎兵匿藏在學府中，很久以後才有百多名士兵大張旗幟，揚言南京援軍將到；魯之璵入城步行四五里到飲馬橋，看不見敵人亦起疑；清軍騎兵突然出現起，大量發箭使其軍隊潰敗，他突圍斬殺副都統濟三等十多人，和副總兵王伯牙、遊擊韋武韜、都司丁有光、守備季寧及周天直、吳中傑等三百人力戰而死，餘下部眾離開齊門。

## 引用
1. 1 2  錢海岳《南明史·卷二·本紀第二》：（弘光元年閏六月）癸巳，總兵吳志葵攻蘇州，副總兵魯之璵等死之。
2. 1 2  錢海岳《南明史·卷三十九·列傳第十五》：魯之璵，字瑟若，蘇州衛人。世襲千戶，授崇明守備。顧容之亂，戒備周密，軍民倚重，累遷指揮同知、劉河參將、福山副總兵。弘光元年閏六月十日，蘇州薙髮令下，城鄉義兵四起，皆白布帕首。陸世鑰、十將官繞城呼號，民間柴斧婦女裙幅悉為干戈旌旗，相望於道，清招之不已。
3. ↑  錢海岳《南明史·卷三十九·列傳第十五》：十三日，之璵力請吳志葵合吳易、世鑰、張守智攻蘇州，自以家丁數百人為前鋒。會義師有入獄者，世鑰伏力士劫之，火盤門、閭門城樓，城內士民應之。張仲玉自葑門入城，斬蘇州通判李麟長、吳縣知縣薛應儒、巡簡羅楚珍、鄉官嵩江通判顧廼猷〔，〕燔撫按府縣公署，火花接天。志葵所將海上軍怯不任戰，戰不利，義師李伯含、張韜、趙汝璧、許箕山、韋志斌、葛瑞甫、俞綸煒、綸炫兄弟、智介、項缸、蔡佩甫、劉應旟、顧時興、徐雲龍、蔡象坤、袁碩、朱旦、隆樹、大麼、殷三、劉翁等皆敗死，惟莊雅、陳鏞、法樹得脫。
4. ↑  .  (PDF).
5. ↑  . .   [2024-12-30]. （原始内容存档于2023-01-30）.
6. ↑  錢海岳《南明史·卷三十九·列傳第十五》：之璵領周蕃等四百人突齊門入，自報恩寺向護龍街。清侍郎李延齡、巡撫土國寶以騎千餘屯城東南隅，登瑞光塔以望，曰：「兵雖眾，烏合耳，其氣必索。選騎蹂之，破其前鋒，餘自潰散，不足慮也。」乃匿其騎府學中，良久，以兵百餘張旗幟徇城，揚言南京援至。而之璵入城行四五里至飲馬橋，不見敵，亦內自疑，清騎猝起，矢發如雨，遂大潰。之璵突陣，斬副都統濟三等十餘人，與副總兵王伯牙、遊擊韋武韜、都司丁有光、守備季寧及周天直、吳中傑三百人皆力戰數矢，死橋下，餘眾出齊門。